# De stoute steenezel
De stoute steenezel is het honderdzesendertigste stripverhaal uit de reeks van Suske en Wiske. Het is geschreven en getekend door Paul Geerts. Het werd gepubliceerd in De Standaard en Het Nieuwsblad van 3 november 1979 tot en met 12 maart 1980. 
De eerste albumuitgave in de Vierkleurenreeks was in juni 1980, met nummer 178.

## Locaties
Antwerpen, Vogelenmarkt, pré-metrowerken, huis steenbakker, huis en atelier glasblazer, huis tante Sidonia, ruïne en bosjes met geheime gang, Ministerie van Financiën, tram 7, kerkhof, politiebureau, Brabant met watermolen

## Personages
Suske, Wiske, tante Sidonia, Lambik, Jerom, marktkoopman, directeur van de pré-metrowerken, Lowie en andere werkers in de pré-metrotunnel, Charel en andere agenten, hoofdcommissaris, barman, Jakke en Joost, butler, rijke steenbakker, zoon steenbakker, Dorus (glasblazer), Mammazel (dochter Dorus), drankduivel, brandweerman, man die duiven voert.

## Uitvindingen
- Vitamitje

## Verhaal
Lambik bezoekt op zondagmorgen de Vogelenmarkt in Antwerpen. Hij koopt hier een toverlantaarn en gaat hiermee naar tante Sidonia. De vrienden zien twee plaatjes, één van een steenezel (een wezen met het hoofd, staart en poten van een ezel, maar een lichaam gemaakt van een blok aan elkaar gemetselde bakstenen) en één van een glazen beeld van een meisje. 
De directeur van de pre-metrowerken heeft Lambik uitgenodigd. Hij gaat met zijn vrienden de nieuw aan te leggen tunnel bekijken. Na een explosie zien de mensen een steenezel uit het gat rennen. De ezel begint in de stad vernielingen aan te richten, en breekt met name alles wat van glas is. Een agent waarschuwt de hoofdcommissaris, een van de wijken wordt omsingeld. Tante Sidonia is erg overstuur door de toverlantaarn en Lambik blijft bij haar. 
Suske en Wiske gaan met Vitamitje op weg en komen bij een politieversperring, ze gaan naar de bosjes bij een ruïne en vinden een onderaardse gang. Ze zien dat de steenezel wordt neergeschoten en slepen hem de geheime gang in. Ze kunnen met het beest ontsnappen. Ze verstoppen de steenezel in huis en bellen Lambik, deze komt meteen en opereert de gewonde steenezel. Lambik vertelt in de kroeg wat er is gebeurd en hoort van de barman dat er een premie op de steenezel is gezet door een rijke steenbakker. Jakke en Joost volgen Lambik en spuiten 's nachts gas in de woning van tante Sidonia, ze gaan er met de steenezel vandoor. Als de vrienden bijkomen, vertellen Suske en Wiske eindelijk tegen tante Sidonia wat er aan de hand is. Jerom komt langs en blijft bij Sidonia. Suske en Wiske gaan samen met Lambik naar het huis van de rijke steenbakker. Ze kunnen Jakke en Joost tegenhouden en brengen het dier zelf naar het grote huis. De steenbakker vertelt dat de steenezel zijn zoon is.
Dorus en de steenbakker bleven vroeger vaak in het café hangen. Op een dag reed de steenbakker tegen een boom, waarbij zijn vrouw overleed. De vrouw van Dorus stierf enkele dagen later eveneens van verdriet. De mannen gingen hierna nog meer drinken om hun schuldgevoel te vergeten, en met een beetje hulp van de drankduivel. De kinderen kwamen ertussen en ze hadden gezellige avonden met de toverlantaarn, maar op een dag verscheen de drankduivel en de plaatjes lieten alleen zijn beeltenis zien. De mannen gooiden de lantaarn weg, waarop de duivel een vloek uitsprak. De zoon van de steenbakker werd veranderd in een steenezel en moest alles vernielen, de dochter van de glasblazer werd een glazen beeld. Toen de mannen de lantaarn weer wilden ophalen bleek deze al meegenomen te zijn door een vodderaper, waarna ze geen andere keuze hadden dan de steenezel op te sluiten. 
Dorus en zijn dochter komen langs en zien dat de steenezel weer vrij is, hij gaat snel weg met zijn dochter om te voorkomen dat ze wordt vernield. Jerom gelooft niks van het verhaal en Lambik past op, hij wordt dronken gevoerd door de drankduivel en even later neergeslagen. Tante Sidonia schiet de drankduivel neer. De duivel vluchthet huis uit, nadat hij de gordijnen in brand heeft gestoken. Lambik rent naar de brandweerkazerne en even later gaan de vrienden terug naar de steenbakker.
Alle ramen in het huis van de steenbakker zijn vernield. Jerom rent tegen een boom als hij het dier wil vangen en raakt even bewusteloos. Suske en Wiske gaan met Vitamitje op zoek naar de ezel. Ze horen voor het Ministerie van Financiën van een man die duiven voert dat de steenezel met tram 7 is vertrokken. Aan het einde van deze tramlijn ligt een kerkhof en daarachter is het huis van de steenbakker. Jerom kan de tram met de steenezel tegenhouden en Wiske wordt door het dier in een open graf gegooid. Suske valt ook in de kuil en beide kinderen worden door Jerom naar boven geholpen. Ze volgen het spoor van gebroken winkelruiten. 
De ezel is bij het atelier van de glasblazer aangekomen. Jerom kan nog net Mammazel redden. Een woedende menigte grijpt de steenezel en hij wordt naar het politiebureau gebracht. De vrienden brengen het glazen beeld naar een watermolen in Vlaams-Brabant. Wiske belt naar Lambik, maar de drankduivel luistert het gesprek af. De duivel voert de veldwachter dronken en bevrijdt dan de steenezel uit zijn cel, 
Lambik en tante Sidonia horen van de veldwachter wat er is gebeurd. De drankduivel zegt tegen Suske en Wiske dat hij spijt heeft, maar ongemerkt kan de steenezel dan al binnen komen in de molen. Jerom kan de steenezel tegenhouden en Lambik daagt de duivel uit tot een drankduel. Lambik verslaat de duivel en deze verdwijnt. De kinderen krijgen hun normale uiterlijk weer en blijken heimelijk verliefd. De vaders zijn dolblij en Lambik vertelt dat hij stiekem alcoholvrij bier heeft gedronken tijdens het duel.

## Achtergronden bij het verhaal
- Aan het begin van het verhaal, als Lambik over de Antwerpse Vogelmarkt wandelt, zingt daar iemand “’k Heb de mot in me lijf”, een lied van de Antwerpse volkszanger Paul Boey.
- Net als eerder in Wattman komt in dit verhaal (al dan niet toevallig) ook tram 7 voor. Deze keer is hij echter niet groen en lijkt meer op een Antwerpse tram van vroeger.
- Antwerpen heeft als enige "Pré-metro tunnels"; deze heten zo omdat het ooit de bedoeling was er een echte metro van te maken.